# Katarina Tomašević
Katarina Tomašević (oko 1456. ili 1459. — krajem 1464. ili nakon 1474) je bila ćerka kralja Stefana Tomaša i kraljice Katarine Kosače. Imala je starijeg polubrata, Stefana, sina njenog oca i krstjanke Vojače, te starijeg brata Žigmunda. Njeno muslimansko ime je bilo Tarihi Hanuma.

## Djetinjstvo
Istoričari se ne slažu oko godine njenog rođenja. Jedni tvrde da je u trenutku pada Bosne imala devet godina, što bi značilo da je rođena oko 1456. godine, a drugi da je imala tri godine, to bi bilo da je rođena 1459. godine.
Katarinin otac je umro 10. jula 1461. godine, te bosanska krunu naslijeđuje njen stariji polubrat. Katarina je sa majkom i bratom nastavila živjeti na dvoru svoga brata i njegove žene, kraljice Jelene.
Mnogi izvori govore da je Katarinin polubrat Stefan Tomašević bio ogroman i da je mnogo pio.

## Pad Bosne
Osmanske osvajačke sile su nadirale s istoka i kralj Stefan, Katarinin polubrat, je okončao svoj život braneći svoj tron. Žigmund i Katarina su bili poslani u Istanbul, gdje su prešli na islam.

## Turbe u Skopju
Prema legendi, sahranjena je u Skopju, gdje joj je Isa-beg Isaković kasnije podigao turbe. Turbe se navodno nalazilo na brežuljku Urjan Babi, u mezarju pored puta zvanog Hadžilar Jolu, a pokopana je bila izvjesna Kral K'zi, odnosno bosanska princeza. Ukoliko je ova teorija tačna, može se pretpostaviti da je živjela i umrla u Skopju. O njoj se brinuo Isa-beg Isaković, kojem je bila data na čuvanje.

## Smrt
Istoričari se ne slažu oko datuma smrti ove bosanske i srpske princeze. Postoje dvije teorije o Katarininoj smrti:
- jedna teorija govori o smrti princeze na putu prema Skoplju krajem 1464. godine
- druga teorija govori o Katarininoj smrti nakon 1474. godine, jer je posljedni put pomenuta 1474. godine.

Svi se slažu da je Katarina umrla mlada.

## Literatura
- Благојевић, Милош; Медаковић, Дејан (2000). Историја српске државности. 1. Нови Сад: Огранак САНУ.
- Ћирковић, Сима (1964). Историја средњовековне босанске државе. Београд: Српска књижевна задруга.
- Ћирковић, Сима (1995). Срби у средњем веку. Београд: Идеа.
- Ћирковић, Сима (2004). Срби међу европским народима. Београд: Equilibrium.
- Ћирковић, Сима; Михаљчић, Раде, ур. (1999). Лексикон српског средњег века. Београд: Knowledge.
- Ћоровић, Владимир (1940). Хисторија Босне. Београд: Српска краљевска академија.
- Fine, John V. A. (1994) [1987]. The Late Medieval Balkans: A Critical Survey from the Late Twelfth Century to the Ottoman Conquest. Ann Arbor, Michigan: University of Michigan Press.